# Flygvapenmuseum

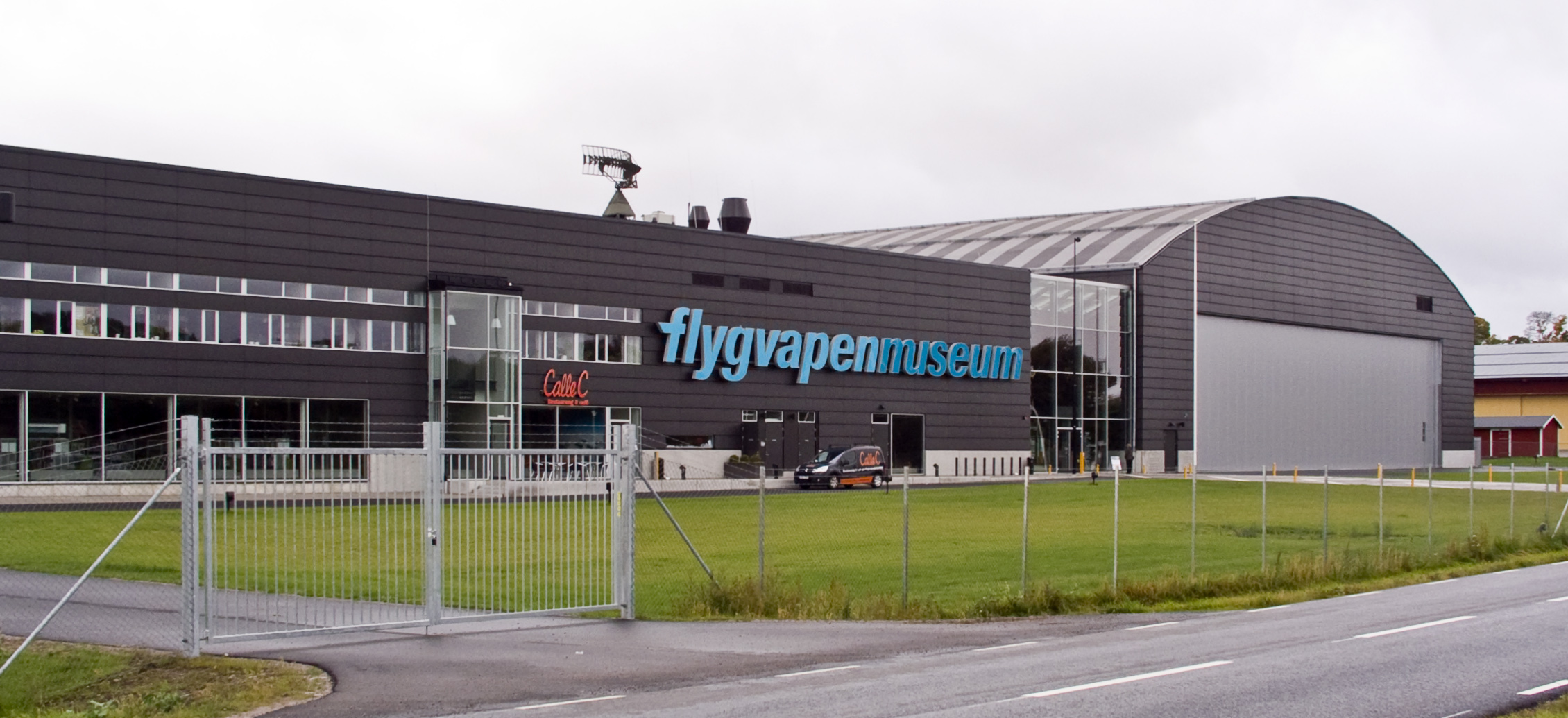
Außenansicht des Flygvapenmuseums nach dem Umbau 2010

Das Flygvapenmuseum (deutsch Luftwaffenmuseum) ist ein Museum in Malmslätt (Gemeinde Linköping) in Schweden und stellt einen Teil der verwendeten Luftfahrzeuge der schwedischen Luftwaffe aus. Das Museum liegt im Norden des Militärflugplatzes Malmen rund 6 Kilometer westlich von Linköping.
Das Flygvapenmuseum wurde 1984 eröffnet und 1989 um eine zweite Halle erweitert, dazu gibt es einen großen Außenbereich. Das Museum ist seit seinem Umbau 2010 in drei Teile gegliedert, im ersten Bereich werden Luftfahrzeuge von 1912 bis 1945 ausgestellt, die zweite Halle widmet sich der Rolle der schwedischen Luftwaffe während des Kalten Krieges. Unterhalb dieser Halle befinden sich die Überreste der Douglas DC-3 (in Schweden als Tp 79 bezeichnet), die am 13. Juni 1952 über der Ostsee von einem sowjetischen Abfangjäger vom Typ MiG-15 abgeschossen wurde und 2004 geborgen werden konnte mit einer Schilderung des Einsatzes, des Abschusses und der Rettungsversuche. Der Abschuss führte damals zur Catalina-Affäre.

## Sammlung
Die Sammlung umfasst etwa 60 Flächenflugzeuge, Hubschrauber, Drohnen und Materialien der schwedischen Luftwaffe, angefangen mit Flugzeugen von 1912 bis zum Prototyp der Saab 39 Gripen. So finden sich unter anderem folgende Exponate darin:
- Aérospatiale SA-315/318 Alouette II (Hkp2)
- Albatros B.II
- Breguet
- Douglas C-47 (Tp 79)
- English Electric Canberra (Tp 52)
- Fiat CR.42
- FFVS J22
- Gloster Gladiator
- Hawker Hunter (J34)
- Heinkel HD 35 (Sk 5)
- Junkers Ju 86
- MBB Bo 105 (Hkp4)
- MiG-15 der sowjetischen Luftstreitkräfte
- Nieuport IVG
- Percival Pembroke
- Raab-Katzenstein RK 26 (Sk 10)
- Reggiane Re.2000
- Saab 105
- Saab 17
- Saab J29 Tunnan
- Saab 32 Lansen
- Saab J35 Draken
- Saab AJS 37 Viggen
- Saab JAS 39 Gripen (Prototyp 39-102)
- Sud Aviation Caravelle (Arlanda)
- Thulin G
- Vickers Varsity